# Al Hoceïma

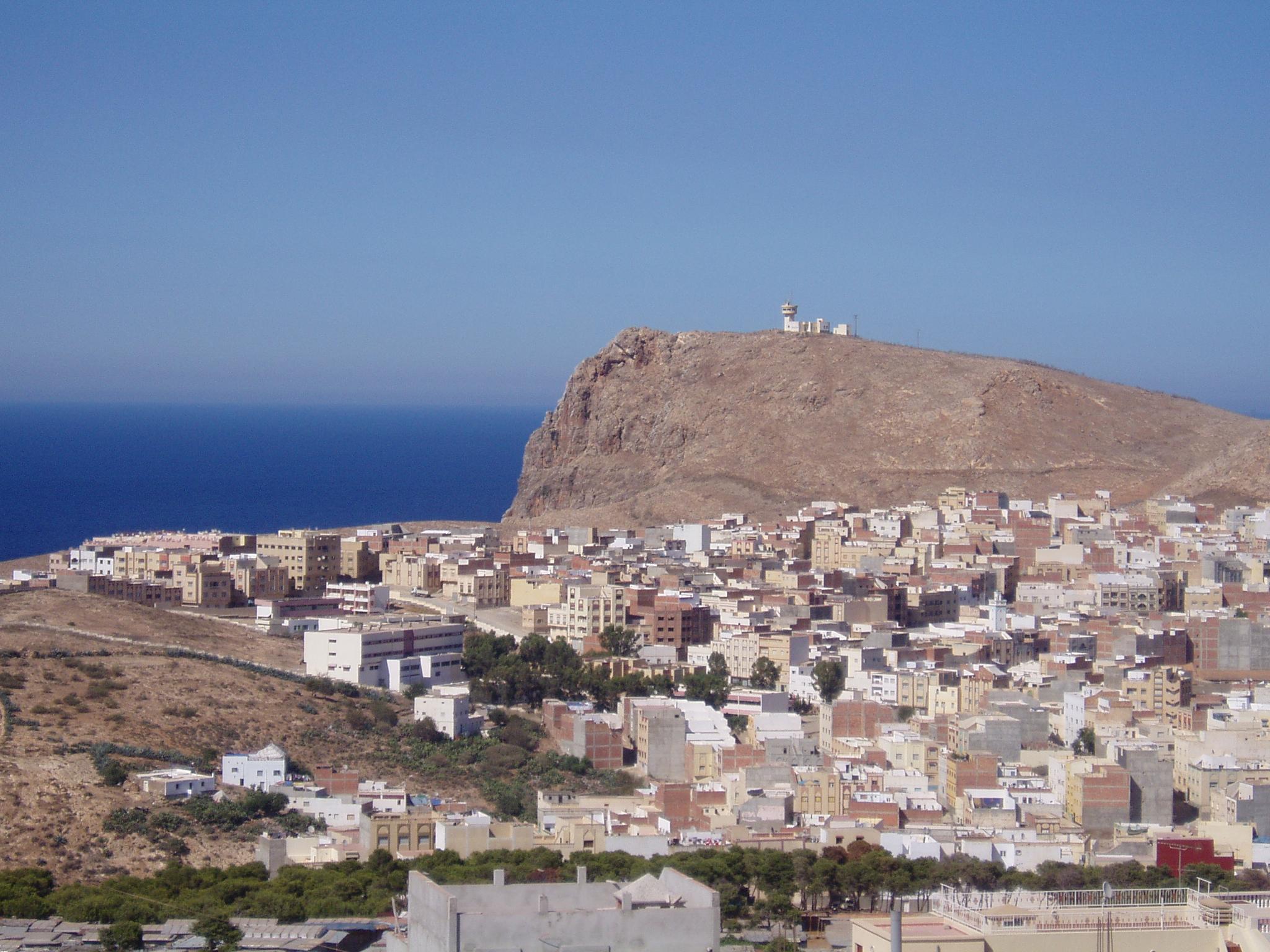
Al Hoceïma

Al Hoceïma (marokkanisches Tamazight ⵜⴰⵖⵣⵓⵜ Taɣzut oder ⵜⵉⵊⴷⵉⵜ Tijdit, arabisch الحسيمة, DMG al-Ḥusayma, spanisch Alhucemas) ist eine Stadt  mit etwa 50.000 Einwohnern im Norden Marokkos. Sie ist die Hauptstadt der Provinz Al Hoceïma in der Region Tanger-Tétouan-Al Hoceïma. Sie liegt im Gebiet der Stämme der Ait Ouriaghel und Ibeqquyen des Rifgebirges, die eine riffianische Variante der Berbersprachen sprechen, die lokal Tmaziɣt (Tmazight) genannt wird.
Al Hoceïma wird als eine der saubersten und sichersten Städte Marokkos bezeichnet. In der Umgebung der Stadt liegen die Sand- und Kiesstrände wie Cala Iris, Badès, Torres, Quemado und Tala Yussef. Das Umland ist gebirgig.

## Lage und Klima
Al Hoceïma liegt am Nordrand des Rifgebirges an der Mittelmeerküste Marokkos. Die Entfernung zur südwestlich gelegenen Nachbarstadt Imzouren beträgt ca. 19 km (Fahrtstrecke); bis zur südlich gelegenen Stadt Taza sind es ca. 160 km. Das Klima ist gemäßigt bis warm; der eher spärliche Regen (ca. 420 mm/Jahr) fällt hauptsächlich im Winterhalbjahr.

## Bevölkerung
| Jahr      | 1994   | 2004   | 2014   | 2024   |
| Einwohner | 55.216 | 55.357 | 56.716 | 50.225 |

Die Einwohner der Stadt sind überwiegend berberischer Abstammung; die meisten sind nach der Unabhängigkeit Marokkos (1956) zugewandert. Gesprochen wird Marokkanisches Arabisch oder Tarifit.

## Wirtschaft und Infrastruktur
Die Stadt verfügt über einen modernen Hafen mit einer kleinen Fischereiflotte und über eine Fachhochschule (École Nationale des Sciences Appliquées d'Al Hoceïma – ENSAH) mit etwa 700 Ingenieurstudenten. Einen Schwerpunkt bildet die Umwelttechnik. In der Nähe wurden in den Jahren 2011/12 ein Technopark für Investoren und eine Infrastruktur für Existenzgründer mit insgesamt über 40 ha Fläche ausgebaut. Hier sollen vor allem akademisch qualifizierte Rückwanderer aus Deutschland, Holland und Belgien Unternehmen gründen (sog. Offshore-Arbeit). Einen weiteren Schwerpunkt bildet die Entwicklung des Tourismus, insbesondere des Ökotourismus. Der Flughafen Cherif El Idrissi liegt etwa 9 km südöstlich von Al Hoceïma.

## Geschichte

### Kolonialgeschichte
Der Berberstamm der Ait Ouriaghel (auch Beni Urriaguel) beherrschte das Gebiet um Al Hoceïma, wo Abd el-Krim, dessen Vater ein Qadi des Aith-Yusuf-Clans des Ait Ouriaghel-Stammes war, eine Guerillatruppe organisierte, die während des Rif-Krieges gegen die Spanier kämpfte und 1921 die Republik des Rif gründete. Am 8. September 1925 landeten spanische Truppen in einer Bucht und gründeten an dieser Stelle 1926 das spätere Al Hoceïma als Villa Sanjurjo. Die Stadt stand wie ganz Spanisch-Marokko bis zur Unabhängigkeit 1956 unter spanischer Verwaltung.
Die Spanier entwickelten die Stadt, die später von Villa Alhucemas in Al Hoceïma umbenannt wurde.
Im dritten Rifkrieg wurden im Jahr 1921 bei der Schlacht von Annual über 10.000 spanische Soldaten getötet. In der Folge zogen sich die spanischen Truppen aus nahezu allen seit 1909 eroberten Positionen zurück, anschließend wurde das geräumte Gebiet der Rif-Republik gezielt mit Senfgas (Lost) verseucht.

### Seit der Unabhängigkeit Marokkos
Nach der Unabhängigkeit Marokkos im Jahr 1955 entwickelte sich Al Hoceïma schnell, und die marokkanische Regierung änderte den Namen von Villa Alhucemas in Al Hoceïma.
Die Jahre zwischen 1956 und 1959 waren dunkle Jahre für die Bewohner des Rif. Marokkos Hassan II., der damalige Kronprinz, wurde zum militärischen Befehlshaber und unter seiner Herrschaft wurde in den Jahren 1956 bis 1959 eine große Anzahl von Menschen im Rif getötet. Die Beni Urriaguel erhoben sich im Oktober 1958 gegen die Zentralverwaltung, und zwei Drittel der marokkanischen Armee unter der Führung von Hassan landeten in Al Hoceïma.
In den frühen 1950er und 1960er Jahren, als viele Einwohner der Stadt unter Armut litten, waren viele der kleinen Häuser weiß und blau gestrichen. Diese Farben, die das Meer und den Himmel symbolisierten, galten als die offiziellen Farben der Stadt. Später, als der finanzielle Aufschwung einsetzte, begannen die Menschen, ihre Häuser in anderen Farben zu streichen.
1994 war die Region von einem Erdbeben betroffen. Am 24. Februar 2004 zerstörte erneut ein Erdbeben mit der Stärke 6,5 auf der Richterskala, dessen Epizentrum ca. 15 km südwestlich von Al Hoceïma lag, große Teile des Umlandes der Stadt, darunter mehrere Dörfer. Dabei wurden 560 Menschen getötet. In der Stadt selbst kam es nur zu geringen Schäden. Im Jahr 2007 erklärte der Bürgermeister von Al Hoceïma, dass alle neuen Häuser weiß und blau gestrichen werden sollten, um das traditionelle Erscheinungsbild der Stadt wiederherzustellen.
Al Hoceïma ist heute eine mittelgroße Stadt mit 90.000 Einwohnern, die bei der Volkszählung 2014 erfasst wurden. Sie verfügt über den zweitgrößten Hafen der Rif-Region (in Nador ist der größte). Die ersten von den spanischen Kolonialherren errichteten Schulen (ein College und eine Grundschule) und eine spanische katholische Kirche sind noch heute erhalten.
Playa Quemado, wo General Sanjurjo und seine Truppen 1925 landeten, ist der beliebteste Strand von Al Hoceïma. Er befindet sich direkt unterhalb des luxuriösen Hotels Mohammed V.
Al Hoceïma war im 21. Jahrhundert das Zentrum der Unterdrückung durch die marokkanische Regierung und des politischen Protests gegen sie. Im Jahr 2011 wurden fünf junge Demonstranten ermordet und ihre verbrannten Leichen in Al Hoceïma gefunden. Am 28. Oktober 2016 wurde der Fischverkäufer Mouhcine Fikri in einem Müllwagen erdrückt, als er versuchte, von den Behörden beschlagnahmten Fisch zurückzuholen, was im November 2016 zu großen regierungsfeindlichen Protesten führte, die als Hirak Rif bekannt wurden. Die Proteste in Al Hoceima wurden nach Beginn des Ramadan am 26. Mai fortgesetzt und gipfelten am 26. Juni in „blutigen Zusammenstößen“, die sich dann auf andere Teile Nordmarokkos und des Landes ausweiteten.

## Sehenswürdigkeiten
- Playa Quemado – Stadtstrand

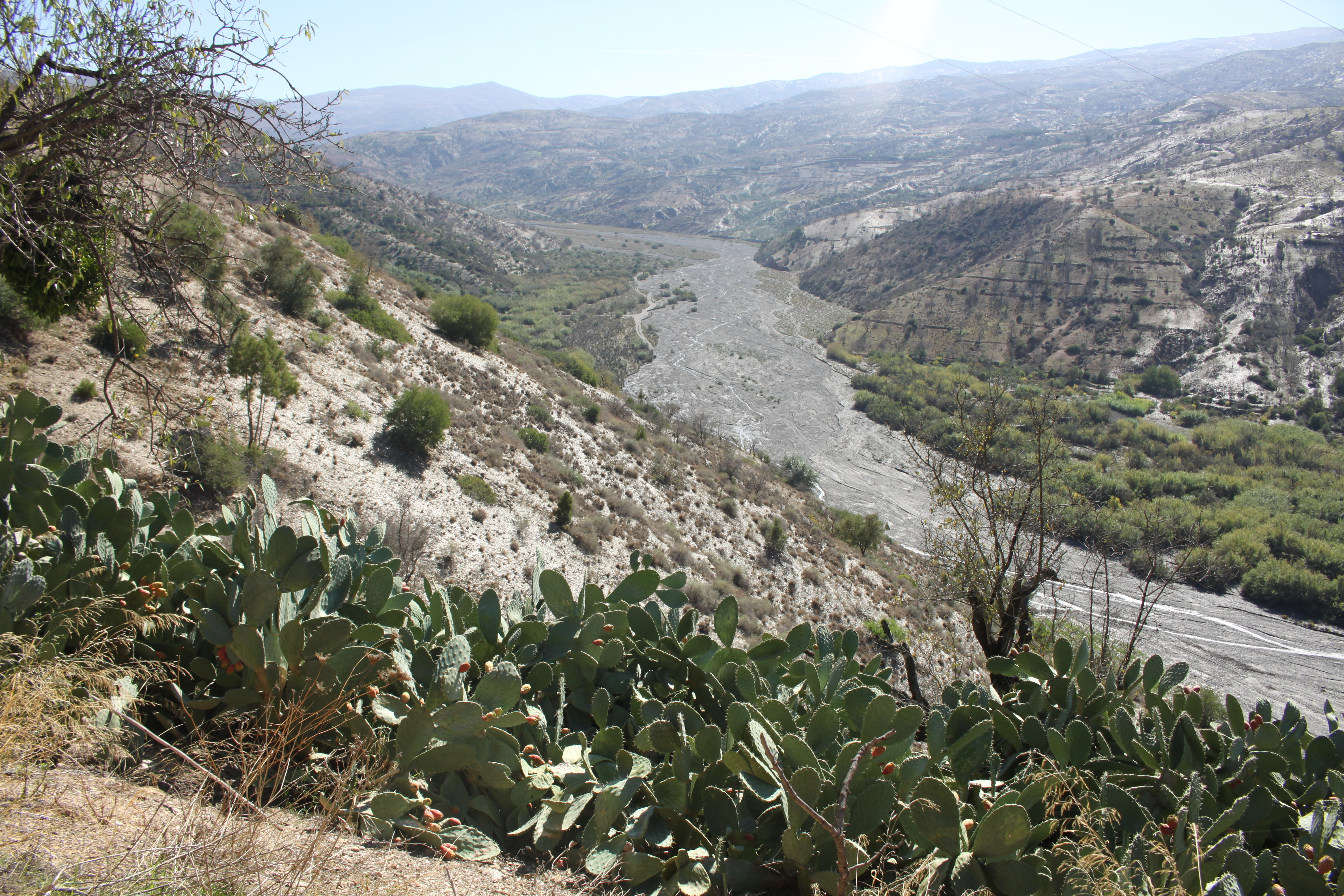
Gebirge um Al Hoceïma

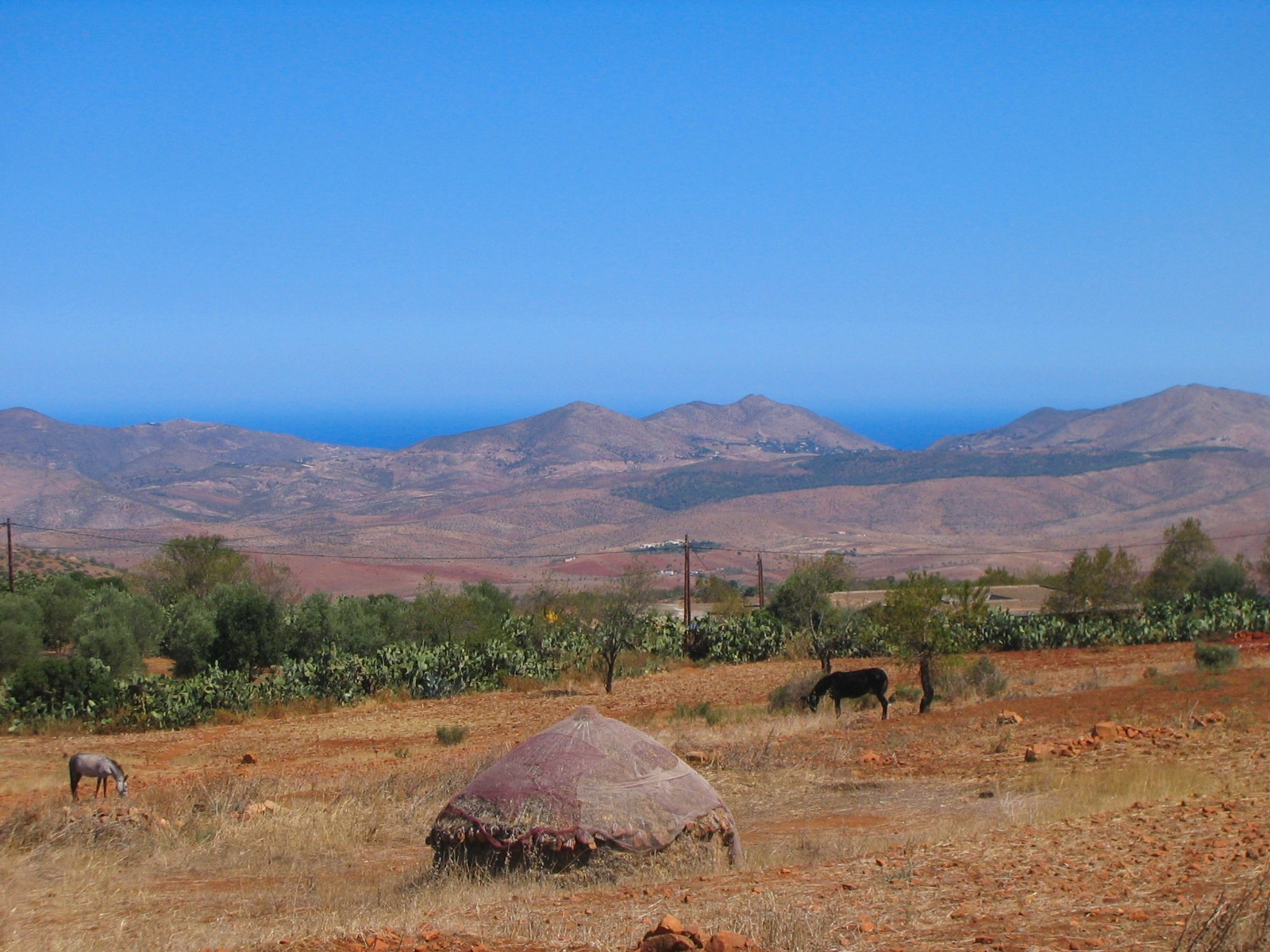
Landschaft um Al Hoceïma

- zahlreiche spanische und maurische Handelshäuser, welche nach dem schweren Erdbeben teilweise wiederhergestellt wurden
- Hafenanlage
- Strandpromenade, welche außerhalb der Stadt liegt

## Söhne und Töchter der Stadt
- Yassin Ayoub (* 1994), marokkanisch-niederländischer Fußballspieler

## Städtepartnerschaften
- Nizza
- Tuzla
- Almería
- Almuñécar
- Den Haag
- Schaerbeek